# 克里斯蒂安·波泽
克里斯蒂安·波泽（德語：Christian Poser，1986年8月16日—），德国男子雪车运动员。他曾代表德国参加国际雪车联合会世界锦标赛，获得一枚金牌、一枚银牌和一枚铜牌。他也曾参加2014年和2018年冬季奥运会。